# Vostok 6
Vostok 6 (russisk: Восток-6) var den første bemandede rummission, der bragte en kvindelig kosmonaut Valentina Teresjkova ud i rummet som den første kvinde].
Vostok 6 fløj parflyvning med Vostok 5.

## Højdepunkter
Flyvningen var i høj grad et reklamefremstød for Sovjetunionen, men der blev dog indsamlet data om kvindekroppens reaktion på vægtløshed. Planen var egentlig, at der skulle have været kvinder om bord i begge rumfartøjer, men da programmet blev beskåret, blev planen ændret.
Det var den sidste Vostok-flyvning.

## Besætning
- Valentina Teresjkova

Reservepilot
- Irina Solovjova

## Kaldenavn
Чайка (Tjajka – "Havmåge")

## Tid og sted
- Opsendelse: 16. juni 1963 kl.09:29:52 UTC, Bajkonur-kosmodromen LC1, 45° 55' 00" N – 63° 20' 00" Ø
- Landing: 19. juni 1963 kl.08:20 UTC,
- Varighed: 2 dage 22 timer 50 minutter
- Antal kredsløb: 48

## Nøgletal
- Masse: 4.713 kg
- Perigeum: 165 km
- Apogeum: 166 km
- Banehældning: 64,9°
- Omløbstid 87,8 minutter

## Efterskrift
Kapslen er nu udstillet på RKK Energia Museet i Kaluga.